# Crypt of the Sorcerer

Crypt of the Sorcerer (Brasil: A Cripta do Feiticeiro / Portugal: A Cripta da Feitiçaria)  é o vigéssimo-sexto livro-jogo da coleção Fighting Fantasy (que no Brasil e em Portugal recebeu o nome de Aventuras Fantásticas), escrito por Ian Livingstone e ilustrado por John Sibbick e  publicado originalmente em 1987, em 2002, foi republicado pela Wizard Books.

## No Brasil
Foi o vigéssimo-quinto livro da coleção Aventuras Fantásticas publicado pela Marques Saraiva, em 2010 foi publicado pela Jambô.